# Molitva russkikh
Molitva russkikh (La Prière des Russes, russe : Молитва русских) est une musique utilisée en tant qu'hymne national de la Russie impériale de 1816 à 1833.
Après avoir battu le Premier Empire, le tsar Alexandre Ier de Russie a recommandé un hymne national pour la Russie. Les paroles ont été écrites par Vassili Joukovski, et l'hymne britannique God Save the King a été utilisé.
En 1833, La Prière des Russes a été remplacé par Dieu protège le Tsar (Boje, Tsarya khrani). Les deux chansons commencent avec les mêmes mots : Boje tsarya khrani.
Certains considèrent néanmoins Dieu protège le Tsar comme le premier vrai hymne russe, ses paroles et sa musique étant vraiment russes. D'autres disent que ce serait plutôt Pobedy Grom, razdavaysya!, une autre chanson populaire de l'époque, même si elle n'a jamais eu de statut officiel.

## Paroles

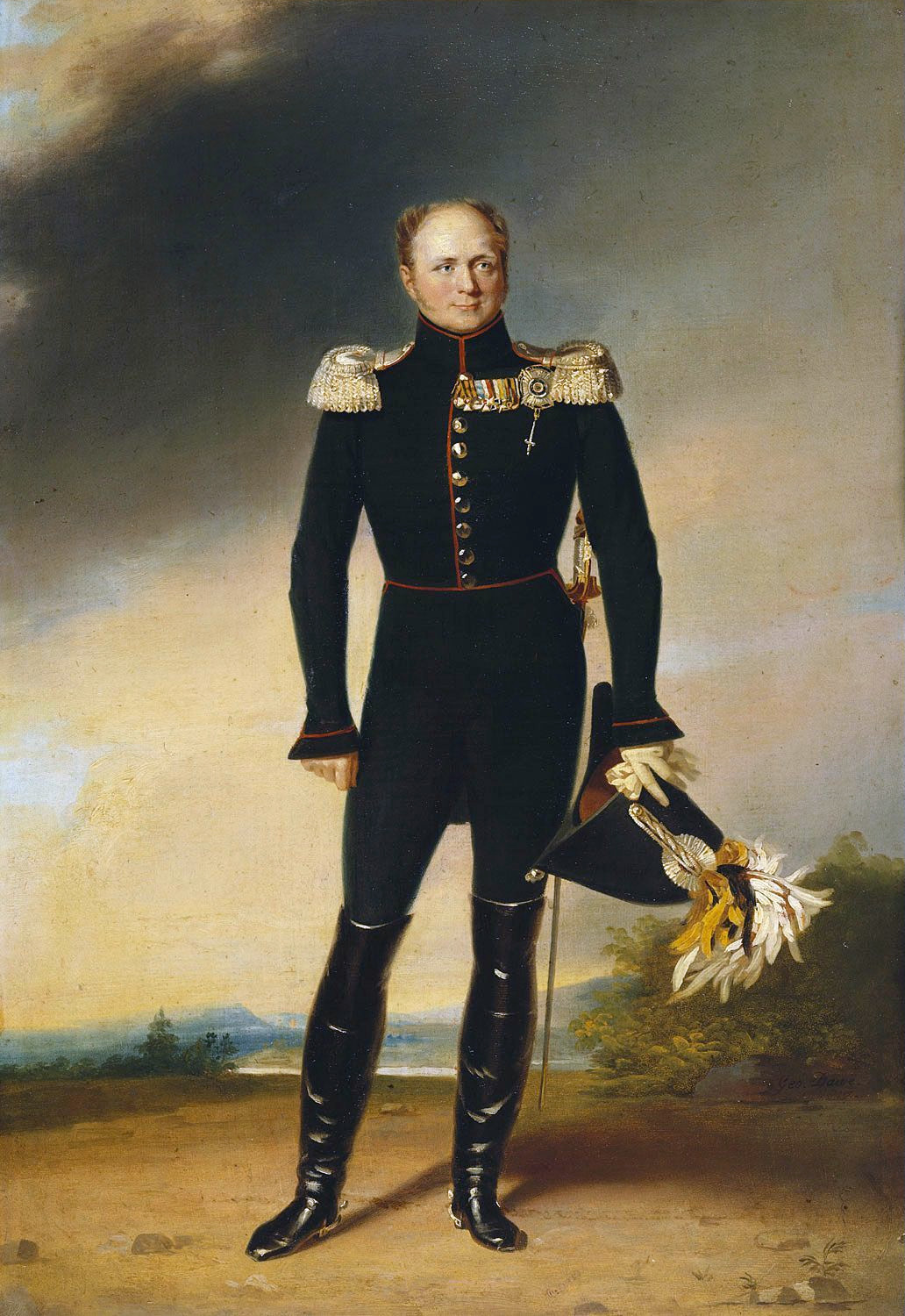
Portrait d'Alexandre Ier dans la Galerie Militaire du Palais d'hiver. Alexandre fit de la musique l'hymne russe.

### En russe
Боже, Царя храни!

Славному долги дни

Дай на земли!

𝄆 Гордых смирителю,

Слабых хранителю,

Всех утешителю —

Всё ниспошли! 𝄇
Перводержавную

Русь православную

Боже, храни!

𝄆 Царство ей стройное,

В силе спокойное!

Всё ж недостойное

Прочь отжени! 𝄇
О, Провидение!

Благословение

Нам ниспошли!

𝄆 К благу стремление,

В счастье смирение,

В скорби терпение

Дай на земли! 𝄇

### Translittération
Bojye, tsarya khrani!

Slavnomu dolgi dni

Daï na zyemli!

𝄆 Gordykh smiritelyu,

Slabykh khranitelyu,

Vsyekh uteshitelyu -

Vsyo nisposhli! 𝄇
Pervodyerjavnuyu

Rus' pravoslavnuyu

Bojye,tsarya khrani!

𝄆 Tsarstvo yey storoynoye!

V silye spokouynoye!

Vsyo zh nedostojnoje

Proch' otjyeni! 𝄇
O, Providyeniue!

Blagoslovyeniue

Nam nisposhli!

𝄆 K blagu stryemlyeniye,

V schast'je smiryeniye,

V skorbi tyerpjeniye

Daj na zyemli! 𝄇

### TranscriptionIPA
[ˈbol.ʒʲe.ˈtsa.ɾʲa.ˈxɾa.ni]

[ˈslav.no.ˌmʉ.ˈdol.gi.dni]

[ˈdai.na.zʲem.ˈli]

𝄆 [goɾ.ˈdɨx.smi.ˈɾi.tʲe.lʲu]

[slab.ˈɨx.xɾa.ˈni.tʲe.lʲu]

[vsʲe.xʉ.ˈtʲe.ˌʃi.tʲe.lʲu]

[vsʲo.ˈni.spoʃ.l.ˌi] 𝄇
[ˈpʲeɾ.vo.dʲeɾ.ˈʒa.vnʉ.ˌiu]

[ˈɾusʲ.pɾa.vos.ˈlav.nʉ.iu]

[bo.ˈʒʲe.xɾa.ˌni]

𝄆 [ˈtsaɾ.stvo.ˈiei.sto.ˈroi.no.ˈie]

[vsi.ˈlʲe.spo.ˈkoi.no.ˌie]

[vsʲo.ˈʒnʲe.do.ˈstoi.no.ˈie]

[pɾotʃʲ.ot.ˈʒʲe.ni] 𝄇
[ˈo.pɾo.ˌvi.dʲe.niːe]

[ˈbla.ˌgo.slo.ˈvʲe.niːe]

[nam.ˈni.spo.ˈʃli]

𝄆 [kbla.ˈgu.ˈstʲe.mlʲe.niːe]

[ˌvstʃastʲ.ie.ˈsmi.ɾʲeniːe]

[vskoɾ.ˈbi.tʲeɾ.ˌpʲe.niːe]

[ˈdai.na.zʲem.ˈli] 𝄇

### En français
Dieu, protège le Tsar!

Jours glorieux de dette

Donnez-le à la terre !

𝄆 Fier du stimulateur cardiaque,

Gardien faible,

Toutes les couettes -

Tout est en panne ! 𝄇

## Sources
http://www.hymn.ru/soboleva-russian-national-symbols/ (en russe), http://www.hymn.ru/index-en.html (en anglais), (contient des fichiers audio de tous les hymnes russes, dont Molitva russkikh)